# Mike Goldberg
Mike Goldberg (nacido el 24 de noviembre de 1964) es un comentarista deportivo estadounidense, principalmente conocido por su trabajo con el Ultimate Fighting Championship.

## Carrera de transmisión
Nacido en Cincinnati, Ohio, Goldberg es conocido como el primer anunciador (trabajando junto a Joe Rogan) de Ultimate Fighting Championship, la mayor organización de artes marciales mixtas del mundo, donde por primera vez comenzó a trabajar en 1997. Su voz se escucha en Pago por visión, Fox, Fox Sports Net y Spike TV. Goldberg es el anfitrión del programa de televisión UFC Unleashed.

## Vida personal
Mike y su esposa, Kim, quien es de ascendencia japonesa canadiense, tienen dos hijos, una hija, un hijo y dos perros llamados Bailey y Prada. Goldberg vive en Phoenix, Arizona.
A finales de 2012, Goldberg se tomó un tiempo libre y se perdió UFC 155 después de coger una infección respiratoria en Brasil.